# Kevin Gates
Kevin Gates, pseudonimo di Kevin Gilyard (New Orleans, 5 febbraio 1986), è un rapper, cantante e imprenditore statunitense.
Al 2019, la RIAA ha certificato a Kevin Gates 8 singoli d'oro, Time for That singolo di platino, I Don't Get Tired multiplatino, Really Really tre volte disco di platino e il singolo 2 Phones quattro volte platino. Inoltre, i mixtape By Any Means, Luca Brasi 3 e l'album d'esordio Islah sono certificati dischi d'oro, mentre il mixtape del 2014 Luca Brasi 2 ha venduto oltre un milione di copie negli Stati Uniti d'America.

## Biografia
Kevin Gates meglio noto come Marcellus Kevin Gates è nato il 5 Febbraio, 1986 a New Orleans, Louisiana. Lui e la sua famiglia si trasferirono a Baton Rouge subito dopo la sua nascita. Gates ebbe un'educazione spesso tumultuosa, fu arrestato per la prima volta nel 1999 al età di 13 anni per furto d'auto come passeggero. All'età di 17 anni frequentò per un breve periodo la Baton Rouge Community College. Gates ha origini portoricane da parte della madre e afroamericane di origini marocchine dalla parte del padre

## Carriera
Gates ha iniziato la sua carriera nel 2007 firmando con l'etichetta locale Dead Game Records. La sua carriera è fiorita insieme agli altri nativi di Baton Rouge, Boosie Badazz e Webbie, a metà degli anni 2000. I tre hanno collaborato al primo mixtape di Gates, Pick of Da Litter, nel 2007. Un altro mixtape, All o Nuthin', è stato rilasciato nel 2008. Nel 2008, sia Gates che Boosie sono stati incarcerati, mettendo in pausa la carriera musicale. Ha trascorso 31 mesi in prigione tra il 2008 e il 2011. Durante questo periodo, Gates affermò di aver conseguito un master in psicologia attraverso un programma carcerario. È stato rilasciato presto dalla prigione per buona condotta.
Dopo il periodo trascorso in prigione, Gates ha ricominciato a lavorare alla musica quasi immediatamente. Nel 2012, ha guadagnato un po' di brio con il mixtape Make' Em Believe. Ha anche attirato l'attenzione dell'etichetta discografica di Lil Wayne, Young Money Entertainment.
All'inizio del 2013, Gates ha pubblicato il mixtape, The Luca Brasi Story, tramite la sua etichetta discografica Bread Winners 'Association. Il mixtape ha ricevuto elogi critici. Rolling Stone ha chiamato il singolo del mixtape, "Wylin", la quarantesima miglior canzone del 2013. Sulla scia del successo di quel mixtape, Gates ha  firmato con la Atlantic Records. Ha pubblicato il suo primo mixtape dopo il carcere, Stranger Than Fiction, a luglio 2013. Il mixtape affronta questioni che vanno dalla depressione al tempo di prigione di Gates. Il mixtape ha anche ricevuto recensioni favorevoli nonostante fosse generalmente più breve di quanto Gates avesse inizialmente sperato. Stranger Than Fiction ha anche segnato per la prima volta uno dei mixtape di Gates su Billboard 200, raggiungendo il numero 37.
A supporto del mixtape, Gates ha intrapreso un tour di 4 settimane in ottobre negli Stati Uniti chiamato Stranger Than Fiction Tour. Il tour includeva anche Starlito e Don Trip. Dopo il tour, Gates si ritrovò di nuovo in prigione per violazioni della libertà condizionale. È stato condannato a 4 mesi, ma ne ha scontati solo 3 e mezzo. Alla sua uscita all'inizio di marzo 2014, si è nuovamente concentrato sulla musica e, in particolare, sul suo nuovo progetto mixtape, By Any Means. Il mixtape è stato rilasciato il 18 marzo 2014.
Alla fine di agosto 2015, Gates è stato oggetto di alcune polemiche dopo che è emerso un video di lui che presumibilmente prende a calci una fan nel petto in uno spettacolo a Lakeland, in Florida. Gates ha risposto alle accuse poco dopo, sotto forma di una canzone chiamata "The Truth". Più tardi, nell'ottobre 2015, Gates ha annunciato il titolo e la data di uscita del suo album di debutto in studio, Islah, che significa "migliorare" in arabo ed è anche il nome della figlia primogenita. L'album era originariamente previsto per l'11 dicembre 2015. L'album verrebbe infine riportato al 29 gennaio 2016. Comprendeva un totale di quattro singoli: "Kno One", "Time for That", "Really Really" e "2 Phones". Sia "Really Really" che "2 Phones" hanno avuto successo commerciale. L'album ha venduto 112 000 copie nella prima settimana della sua uscita e ha anche raggiunto il numero 2 nella Billboard 200. L'album non aveva quasi nessuna apparizione come ospite, ad eccezione di Trey Songz, Ty Dolla Sign e Jamie Foxx, tutti presenti nella traccia bonus "Islah".
Il 26 maggio 2016, Gates ha annunciato che il sequel di Murder for Hire sarebbe arrivato il 27 maggio 2016.
Il 22 settembre 2017, il coniuge di Gates, Dreka, ha rilasciato By Any Means 2 mentre era in prigione. Ha gestito i controlli esecutivi del progetto. Il mixtape ha raggiunto il numero 4 di Billboard 200.
Nel maggio 2018, Gates ha pubblicato l'EP di tre canzoni Chained to the City. Questo è il suo primo rilascio da quando è stato rilasciato dalla prigione.
Il 31 maggio 2019, Gates ha pubblicato il suo secondo EP, intitolato Only the Generals Gon Understand.
Il 28 giugno 2019, Gates ha pubblicato "Push It", insieme al video musicale. La canzone è stata il singolo principale del suo secondo album I'm Him.

## Abilità artistica
Gates è noto principalmente per i suoi "inni confessionali" che fondono testi spesso autobiografici con raffinati ritmi del sud. In una recensione del suo album di debutto Islah, Consequence of Sound ha osservato che "l'autobiografia e l'onestà sono sempre state al centro dell'arte di Gates". Spin ha notato che Gates spesso combina "melodicità e sintonia" e "rap a denti stretti". Nelle ultime pubblicazioni ha incorporato più canti, dopo essersi allenato con la cantante, Monica. I testi di Gates spesso trattano argomenti come la depressione, la povertà e il tempo in prigione.

### Influenze
Gates è stato maggiormente influenzato da Biggie Smalls, Jay-Z, Tupac Shakur, Eminem.

## Vita privata
Gates ha sposato la sua fidanzata di lunga data, Dreka Haynes, nell'ottobre 2015. La coppia ha due figli, Islah e Khaza. Gates ha lasciato intendere che aveva avuto figli da altre donne in un'intervista del 2013 con Complex.
Gates è un musulmano praticante insieme a sua moglie, e nel settembre 2016 è andato alla Mecca per Hajj.

## Questioni legali
Il primo arresto di Gates avvenne quando aveva 13 anni per essere stato un passeggero in un veicolo rubato. Gates è stato brevemente incarcerato.
Nel 2003, Gates fu coinvolto in un alterco fuori da un cinema e pugnalò il suo avversario più volte al petto e alle braccia.
Gates è stato accusato di aggressione per aver preso a calci un fan nell'estate del 2015 mentre si esibiva sul palco in un evento a Lakeland, in Florida. Ha usato la legge di difesa della Florida. Il 26 ottobre 2016, è stato condannato a 180 giorni di carcere. Nel 2017, Gates è stato condannato a una pena detentiva di 30 mesi all'East Moline, in una funzione correttiva derivanti da un incidente del 2013, ma è stato rilasciato sulla parola il 10 gennaio 2018.

## Discografia
Album in studio
- 2016 – Islah
- 2019 – I'm Him
- 2022 – Khaza
- 2024 – The Ceremony

Mixtape
- 2007 – Pick of da Litter
- 2008 – All or Nuthin
- 2009 – All In
- 2009 – Behind Enemy Lines
- 2010 – The Leak
- 2011 – I Don't Know What to Call It Vol. 1
- 2012 – Make 'em Believe
- 2012 – In the Mean Time
- 2013 – The Luca Brasi Story
- 2013 – Stranger than Fiction
- 2014 – By Any Means
- 2014 – Luca Brasi 2
- 2015 – Murder For Hire
- 2016 – Murder For Hire 2
- 2017 – By Any Means 2
- 2018 – Luca Brasi 3
- 2021 - Only the Generals, Pt. II
- 2023 - The Luca Brasi Story (A Decade Of Brasi)

EP
- 2018 – Chained to the City
- 2018 – 4 Respect (con YoungBoy Never Broke Again)
- 2019 – Only the Generals Gon Understand